# I Want You (canción de Bob Dylan)
«I Want You» (en español: «Te deseo») es una canción compuesta por el cantante estadounidense Bob Dylan, incluida en el álbum Blonde on Blonde, editado el 16 de mayo de 1966.